# 德尼·布罗德
丹尼斯·布罗德（法語：Denis Brodeur，1930年10月12日—2013年9月26日），加拿大男子冰球运动员，场上位置是守门员。他曾代表加拿大参加1956年冬季奥林匹克运动会冰球比赛，获得一枚铜牌。